# 德国联邦国防军大学
联邦国防军拥有两所大学：慕尼黑联邦国防军大学和赫尔穆特·施密特大学（汉堡联邦国防军大学）。这两所大学主要致力于培养德国武装部队军官的科学素养和推动学术研究。与其他国家的军事院校不同，这两所大学开设的很多课程与军事无关，其学术内容与德国普通大学的课程相近。
两所大学的所有教授是文职人员。军官必须服役至少 13 年（飞行员为 16 年），并且获得与德国其他大学授予的学位相当的学士或硕士学位。联邦国防军大学的学生至少需要四个学年才能获得硕士学位。
自 2003 年以来，联邦武装部队的大学也允许平民学生就读，前提是有入学名额并且有工业公司愿意承担费用。
联邦武装部队大学的学术课程可以比普通大学更快地完成，因为它每个学期比其他大学多三分之一的课程安排。在校就读的军官和准军官可以不需要再空闲时间工作并且获得全职的薪资。

## 学习课程
- 科学史
- 教育学
- 政治学
- 体育科学
- 电气工程
- 土木工程与环境科学
- 计算机科学
- 航空航天工程
- 工程数学
- 机械工业
- 信息系统
- 工业工程
- 计算工程
- 大地测量学和地理信息
- 政治经济学和社会科学
- 经济学
- 商学